# Florentia San Gimignano Società Sportiva Dilettantistica
Maillots
Le Florentia San Gimignano Società Sportiva Dilettantistica est un club italien de football féminin basé à San Gimignano.

## Histoire
Le club est fondé en 2015 à Florence sous le nom Calcio Femminile Florentia SSD et démarre en Serie D, la quatrième division, et adopte les couleurs rouge et blanc. Lors de sa première saison, l'équipe domine le championnat avec 24 victoires en 24 matchs, et se voit donc promue en Serie C. La saison suivante, l'équipe ne concède qu'une seule défaite, et monte donc en Serie B en fin de saison. Lors de la saison 2017-2018, le CF Florentia réussit sa troisième promotion consécutive, lui permettant de jouer en Serie A en 2018-2019. Le club termine sa première saison dans l'élite à la 7eplace.
Le 15 juillet 2019, le club quitte Florence et s'installe 60 km au sud à San Gimignano, il change de nom devenant Florentia San Gimignano Società Sportiva Dilettantistica et prend les couleurs du club local, le vert et le noir.
Le Florentia San Gimignano dispute son premier match de Serie A à San Gimignano le 15 septembre 2019 contre Fiorentina qui remporte ce derby 4-2.
Le 15 juin 2021, le club cède sa licence à la Sampdoria qui prend sa place en Serie A. Le club continue ses activités au niveau des jeunes.

## Palmarès
- Championnat d'Italie de Serie B
  - Champion (1) : 2018